# Hradčany-Kobeřice
Hradčany-Kobeřice é uma comuna checa localizada na região de Olomouc, distrito de Prostějov.